# Engelbert II. (Nassau)

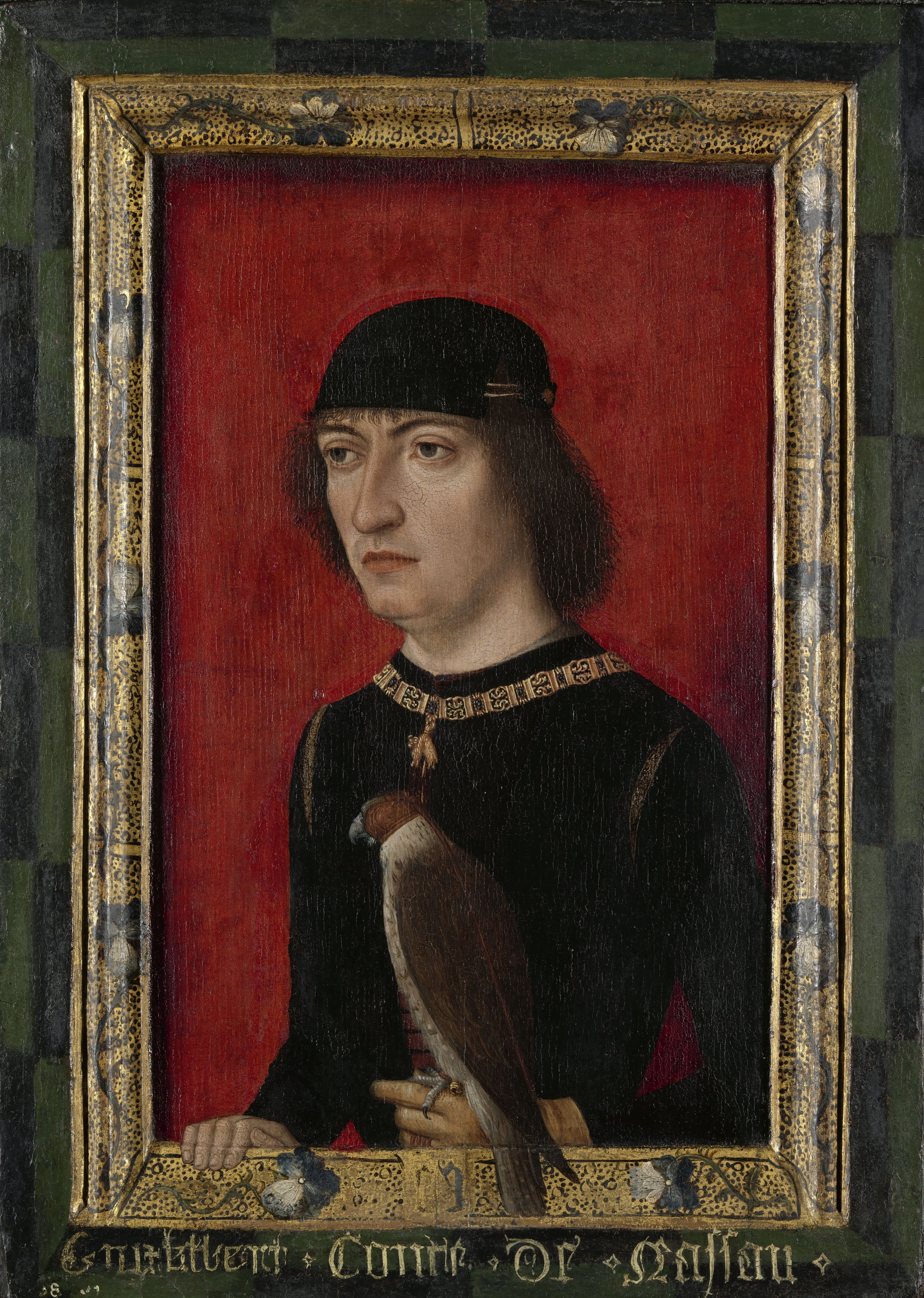
Engelbert II. (um 1500, Meister der Fürstenbildnisse)

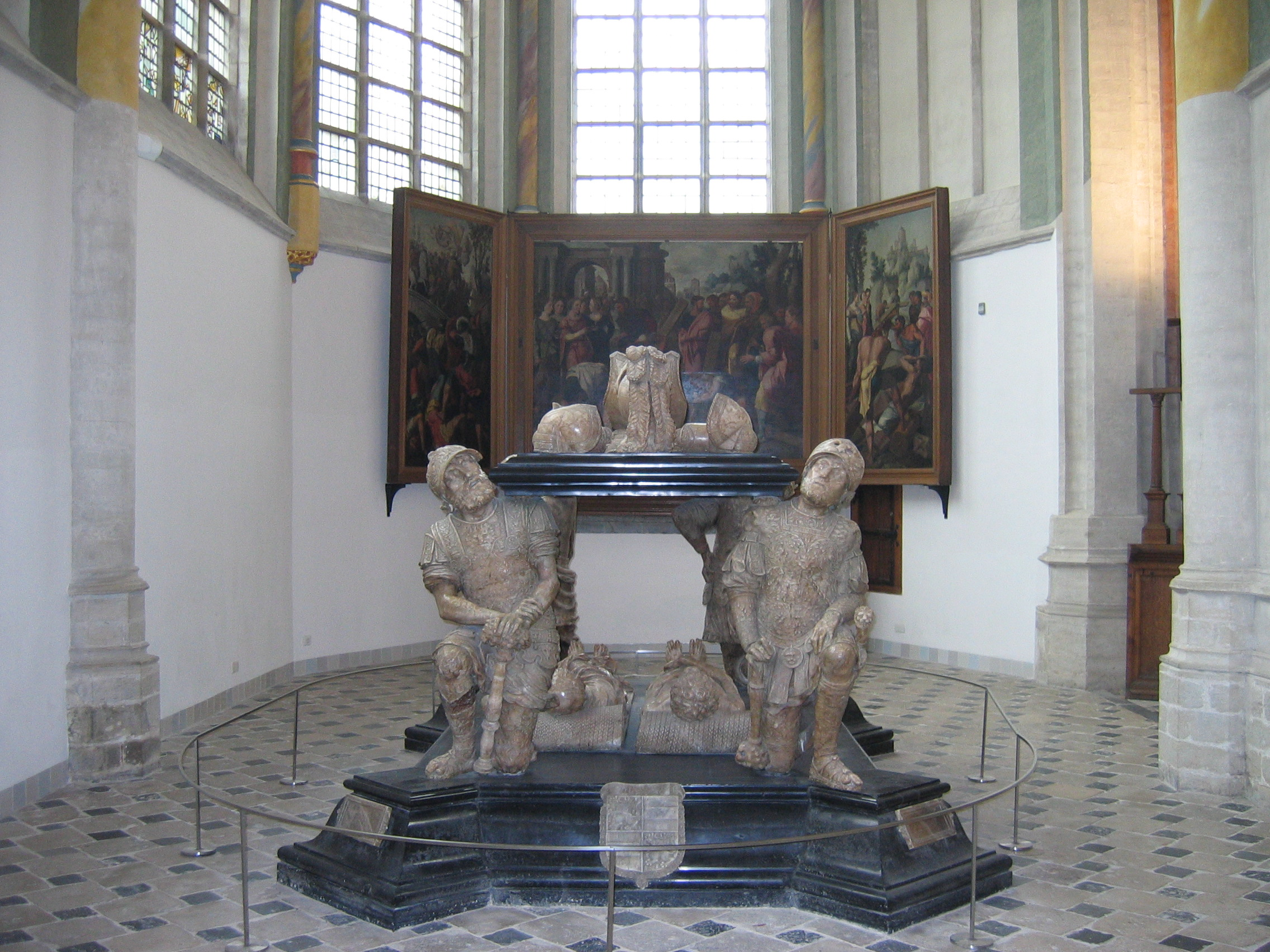
Grabmal Engelberts in der Liebfrauenkirche zu Breda

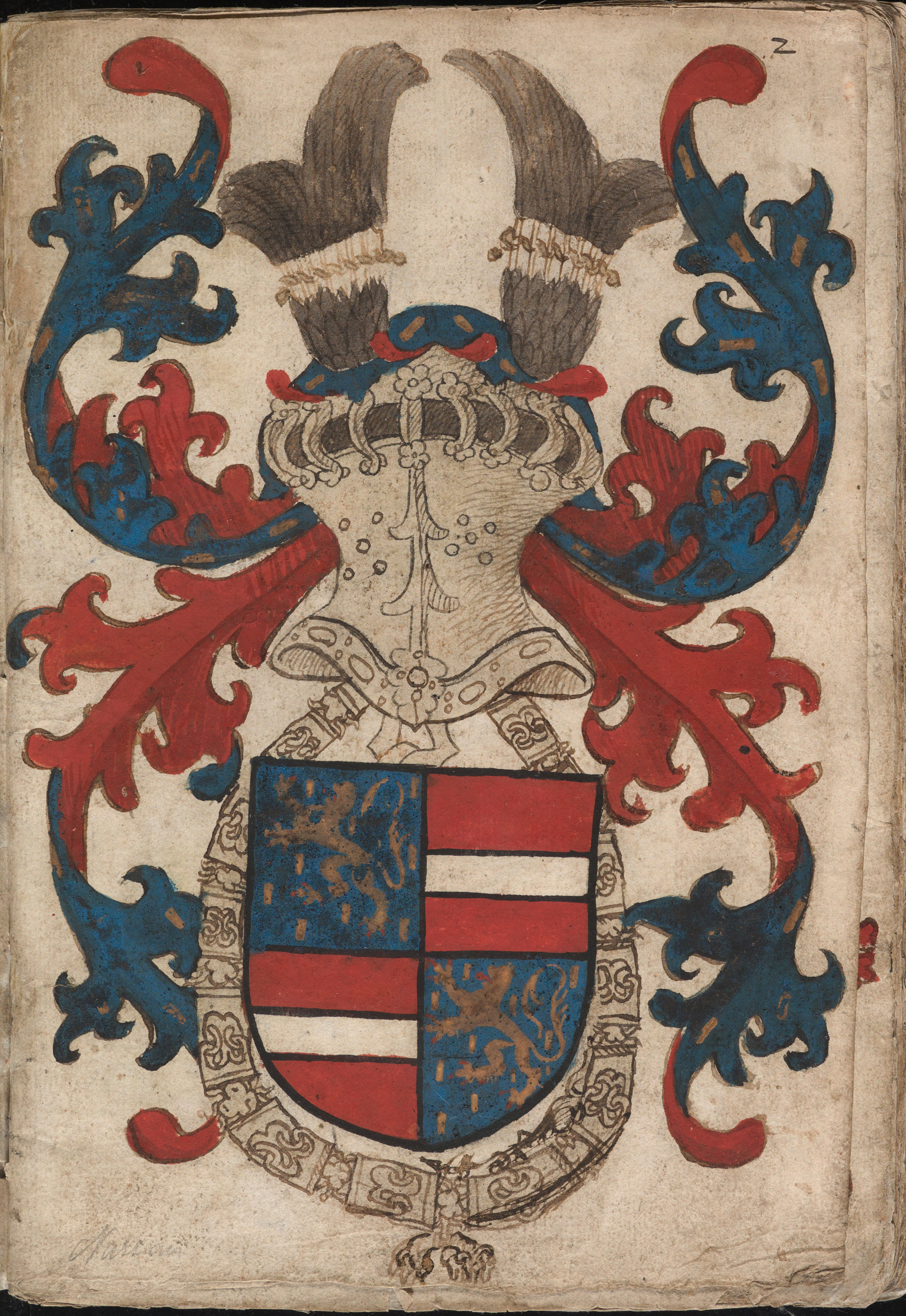
Wappen von Engelbert II von Nassau aus das Wappenbuch Nassau-Vianden (ca. 1490)

Engelbert II., genannt der Ruhmreiche (* 17. Mai 1451 in Breda; † 31. Mai 1504 in Brüssel), Herr von Breda, Diest, Roosendaal, Nispen und Wouw, war von 1475 bis 1504 Graf von Nassau-Breda.
Engelbert war der älteste Sohn des Grafen Johann IV. von Nassau-Dillenburg aus dem Haus Nassau, den er 1475 beerbte; seither nannte er sich Graf von Nassau-Dillenburg und Vianden, Herr von Breda. Seit 1486 war Engelbert II. Statthalter von Flandern und Gouverneur von Lille, Gebiete, die wenige Jahre zuvor durch die burgundische Erbschaft an Habsburg gefallen waren, die diesem aber von Frankreich streitig gemacht wurden, sodass der habsburgische Kaiser Friedrich III. auf einen besonders ergebenen Regenten dieser Gebiete angewiesen war. Offensichtlich machte Engelbert seine Aufgabe gut, denn 1496 erhielt er außerdem den Posten eines Statthalters der Grafschaft Holland. Damit nimmt er bereits die spätere Machtstellung des Hauses Oranien-Nassau in der Region vorweg. Trotzdem hatte Engelbert auch weiterhin traditionelle Interessen am mittleren und oberen Rhein, weswegen er im Januar 1469, also noch nicht 18 Jahre alt, in Koblenz die ebenfalls noch sehr junge Cimburga von Baden heiratete. Die Ehe blieb allerdings kinderlos, Engelbert hinterließ bei seinem Tod 1504 lediglich zwei illegitime Kinder, sodass sein Bruder Johann V. sein Erbe antrat.
1473 wurde er in den burgundischen Orden vom Goldenen Vlies aufgenommen.